# Крета (Врачанская область)
Крета (болг. Крета) — село в Болгарии. Находится в Врачанской области, входит в общину Мездра. Население составляет 203 человека.

## Политическая ситуация
Кмет (мэр) общины Мездра — Иван Аспарухов Цанов (независимый) по результатам выборов в правление общины.